# Найбільші морські катастрофи XX століття
Список найбільших океанських, морських і річкових катастроф, що відбулися в XX столітті.
| Судно                                 | Країна            | Тоннаж | Рік                | Число жертв | Причина загибелі                                                                     |
| ------------------------------------- | ----------------- | ------ | ------------------ | ----------- | ------------------------------------------------------------------------------------ |
| Гойя                                  | Третій Рейх       | 5230   | 1945, 16 квітня    | 7000        | СРСР атака ПЧ Л-3                                                                    |
| Джунйо Мару                           | Японія            | 5065   | 1944, 18 вересня   | 5620        | Велика Британія атака ПЧ HMS Tradewind                                               |
| Тояма Мару, військовий транспорт      | Японія            | 7089   | 1944, 29 червня    | 3927 - 5300 | США атака ПЧ USS Sturgeon                                                            |
| Кап Аркона, корабель-в'язниця         | Третій Рейх       | 27561  | 1945, 3 травня     | 5594        | Велика Британія атака авіації                                                        |
| Вільгельм Ґустлофф, океанський лайнер | Третій Рейх       | 25484  | 1945, 30 січня     | 5300        | СРСР атака ПЧ С-13                                                                   |
| Вірменія, теплохід                    | СРСР              | 5770   | 1941               | 5000        | Третій Рейх атака авіації                                                            |
| Русей Мару                            | Японія            | 4861   | 1944, 25 лютого    | 4998        | США атака ПЧ USS Rasher                                                              |
| Донья Пас, пором                      | Філіппіни         | 2602   | 1987               | 4375        | Зіткнення з танкером і пожежа                                                        |
| Ланкастрія, військовий транспорт      | Велика Британія   | 16243  | 1940               | 4000        | Третій Рейх атака авіації                                                            |
| Штойбен, океанський лайнер            | Третій Рейх       | 14660  | 1945               | 3608-4200   | СРСР атака ПЛ С-13                                                                   |
| Ямато                                 | Японія            | 72810  | 1945, 7 квітня     | 3061        | США атака авіації                                                                    |
| Тільбек, суховантажне судно           | Третій Рейх       | 2815   | 1945, 3 травня     | 2800        | Велика Британія атака авіації                                                        |
| Ленін, пароплав                       | СРСР              | 2815   | 1941, 27 липня     | 2500        | СРСР підірвався на міні                                                              |
| Зальцбург, суховантажне судно         | Третій Рейх       | 1759   | 1942               | 2000        | СРСР атака ПЛ М-118                                                                  |
| Бісмарк, лінкор                       | Третій Рейх       | 50900  | 1941, 27 травня    | 1995        | Велика Британія бій з кораблями                                                      |
| Шарнхорст                             | Третій Рейх       | 38900  | 1943, 26 грудня    | 1932        | Велика Британія потоплений в ході битви при Нордкап                                  |
| Титанік, океанський лайнер            | Велика Британія   | 52310  | 1912               | 1503        | Зіткнення з айсбергом                                                                |
| Худ, лінійний крейсер                 | Велика Британія   | 41125  | 1941, 24 травня    | 1415        | Третій Рейх потоплений лінкором Бісмарк                                              |
| Королева Мері                         | Велика Британія   | 31650  | 1916, 31 травня    | 1276        | Німецька імперія потоплений в ході Ютландської битви                                 |
| Глоріус                               | Велика Британія   | 22360  | 1940, 8 червня     | 1207        | Третій Рейх потоплений лінійними крейсерами Шарнхорст та Гнейзенау                   |
| Лузітанія, океанський лайнер          | Велика Британія   | 31550  | 1915, 7 травня     | 1198        | Німецька імперія атака ПЧ U-20                                                       |
| Аризона                               | США               | 31400  | 1941, 7 грудня     | 1177        | Японія атака авіації на Перл-Гарбор                                                  |
| Муцу                                  | Японія            | 46356  | 1943, 8 червня     | 1100        | Вибух боєприпасів                                                                    |
| Інвінсібл, крейсер                    | Велика Британія   | 20750  | 1916, 31 травня    | 1026        | Німецька імперія потоплений в ході Ютландської битви                                 |
| Мусасі                                | Японія            | 72800  | 1944, 24 жовтня    | 1023        | США атака авіації                                                                    |
| Індефатігабл, крейсер                 | Велика Британія   | 22485  | 1916, 31 травня    | 1014        | Німецька імперія потоплений лінійним крейсером Фон дер Танн в ході Ютландської битви |
| Емпрес оф Айрленд                     | Канада            | 14191  | 1914, 29 травня    | 1012        | Зіткнення з вуглевозом Стурштадт                                                     |
| Тірпіц, лінкор                        | Третій Рейх       | 53500  | 1944, 12 листопада | 1000        | Велика Британія атака авіації                                                        |
| Бретань, лінкор                       | Франція           | 23500  | 1940, 3 липня      | 997         | Велика Британія бій з кораблями                                                      |
| Князь Суворов, броненосець            | Російська імперія | 15216  | 1905, 14 травня    | 935         | Японія потоплений в ході Цусімської битви                                            |
| Ґуд Хоуп, крейсер                     | Велика Британія   | 14100  | 1914, 1 листопада  | 926         | Німецька імперія потоплений в ході Битви при Коронель                                |
| Індіанаполіс                          | США               | 10000  | 1945, 30 липня     | 900         | Японія атака ПЧ I-58                                                                 |
| Імператор Олександр III, броненосець  | Росія             | 15200  | 1905, 14 травня    | 867         | Японія потоплений в ході Цусімської битви                                            |
| Бородіно, броненосець                 | Росія             | 15275  | 1905, 14 травня    | 865         | Японія потоплений в ході Цусімської битви                                            |
| Барем                                 | Велика Британія   | 33000  | 1941, 25 листопада | 862         | Третій Рейх атака ПЛ U-331                                                           |
| Шарнхорст                             | Німецька імперія  | 12985  | 1914, 8 грудня     | 860         | Велика Британія потоплений в ході Фолклендської битви                                |
| Естонія, пором                        | Естонія           | 15566  | 1994, 28 вересня   | 852         | Відрив носового візора в шторм                                                       |
| Йосип Сталін, турбоелектрохід         | СРСР              | 7500   | 1939               | 850         | Підірвався на мінах, розстріляний береговою артилерією                               |
| Істланд                               | США               | 2600   | 1915, 24 липня     | 844         | Перекинувся в порту                                                                  |
| Ванґард                               | Велика Британія   | 19560  | 1917, 9 липня      | 843         | Вибух боєприпасів                                                                    |
| Ройял Оук                             | Велика Британія   | 33500  | 1939, 14 жовтня    | 833         | Третій Рейх атака ПЧ U-47                                                            |
| Каґа, авіаносець                      | Японія            | 43650  | 1942, 4 червня     | 800         | США атака авіації                                                                    |
| Струма, шхуна                         | Болгарія          | 464    | 1942, 24 лютого    | 768         | Підрив на міні, СРСР атака ПЧ Щ-213(версія)                                          |
| Нептун, крейсер                       | Велика Британія   | 9740   | 1941, 20 грудня    | 737         | Третій Рейх підрив на міні                                                           |
| Петропавловськ, броненосець           | Російська імперія | 11354  | 1904, 31 березня   | 672         | Японія підрив на міні                                                                |
| Монмоус, крейсер                      | Велика Британія   | 9950   | 1914, 1 листопада  | 670         | Німецька імперія потоплений в ході Битви при Коронель                                |
| Сідней                                | Австралія         | 6830   | 1941, 19 листопада | 645         | Третій Рейх атака допоміжного крейсера Корморан                                      |
| Новоросійськ, лінкор                  | СРСР              | 25000  | 1955, 29 жовтня    | 604         | Вибух міни часів ВВВ або диверсія                                                    |
| Пінгвін, допоміжний крейсер           | Третій Рейх       | 17600  | 1941, 8 травня     | 532         | Велика Британія потоплений крейсером Корнуолл                                        |
| Ослябя, броненосець                   | Російська імперія | 11354  | 1905, 14 травня    | 531         | Японія потоплений в ході Цусімської битви                                            |
| Корейджес                             | Велика Британія   | 19320  | 1939, 17 вересня   | 518         | Третій Рейх атака ПЧ U-29                                                            |
| Принц Уельський                       | Велика Британія   | 43786  | 1941, 10 грудня    | 513         | Японія атака авіації                                                                 |
| Адмірал Нахімов, теплохід             | СРСР              | 23500  | 1986, 31 серпня    | 423         | Зіткнення з сухогрузом на Чорному морі                                               |
| Хірю                                  | Японія            | 21900  | 1942, 5 червня     | 416         | США атака авіації                                                                    |
| Оклахома                              | США               | 44379  | 1941, 7 грудня     | 395         | Японія атака авіації на Перл-Гарбор                                                  |
| Петропавловськ (Марат), лінкор        | СРСР              | 26900  | 1941, 23 вересня   | 326         | Третій Рейх атака авіації                                                            |
| Раднарком, пароплав                   | РРФСР             | 342    | 1921, 10 травня    | 300         | Зіткнення з конструкціями мосту                                                      |